# Pacific Steam Navigation Company
Pacific Steam Navigation Company (em espanhol:Compañía de Vapores del Pacífico) foi uma empresa de transporte marítima fundada em 1938, que operava na costa do Pacífico da América do Sul, foi também a primeira empresa de navegação a utilizar navios a vapor para o tráfego comercial no Oceano Pacífico.